# Augustus S. F. X. Van Dusen
Il Professor Augustus S. F. X. Van Dusen, Ph. D., LL. D., F. R. S., M. D. è un personaggio immaginario protagonista di una serie di racconti e di due romanzi gialli creato dallo scrittore statunitense Jacques Futrelle. Molti di questi racconti furono originariamente pubblicati sul Saturday Evening Post e sul Boston American.
Nei romanzi e nei racconti di cui è protagonista il Professor Van Dusen, soprannominato "La macchina pensante", risolve tutta una serie di enigmi, aiutato dal suo amico Hutchinson Hatch, giornalista della immaginaria testata chiamata "The Daily New Yorker", con il solo utilizzo delle sue capacità logiche fuori dal comune.

## Romanzi
- The Chase of the Golden Plate
- The Diamond Master

## Racconti brevi con protagonista Van Dusen
- The Problem of The Auto Cab
- The Problem of The Broken Bracelet
- The Brown Coat
- The Case of the Life Raft
- The Case of the Mysterious Weapon
- The Case of the Scientific Murderer
- Convict #97
- The Problem of The Cross Mark
- The Crystal Gazer
- The Disappearance of Baby Blake
- A Dressing Room
- The Deserted House
- The Fatal Cipher
- The Flaming Phantom
- The Ghost Woman
- The Golden Dagger
- The Green Eyed Monster
- The Haunted Bell
- The House That Was
- The Problem of The Hidden Million
- The Interrupted Wireless
- The Jackdaw Girl
- The Knotted Cord
- The Leak
- The Lost Radium
- The Man Who Was Lost
- The Missing Necklace
- The Motor Boat
- The Mystery of a Studio
- The Mystery of Room 666
- The Opera Box
- The Organ Grinder
- A Perfect Alibi
- The Phantom Motor
- A Piece of String
- Prince Otto
- The Private Compartment
- The Problem of Cell 13 (Il problema della cella n. 13)
- The Ralston Bank Burglary
- The Red Rose
- The Roswell Tiara
- The Scarlet Thread
- The Silver Box
- The Problem of The Souvenir Cards
- The Problem of The Stolen Rubens
- The Superfluous Finger
- The Thinking Machine Investigates
- The Three Overcoats
- The Problem of The Vanishing Man
- The Yellow Diamond Pendant